# Jeraly Toghschanow

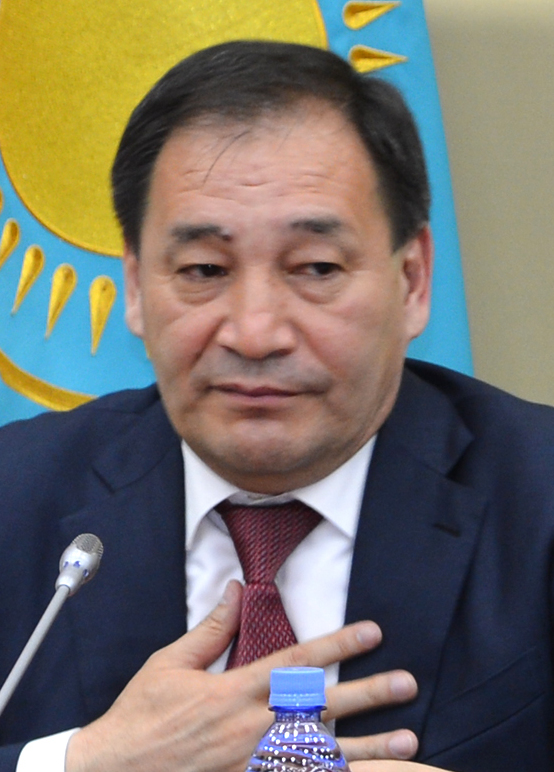
Jeraly Toghschanow, 2016

Jeraly Luqpanuly Toghschanow (kasachisch Ералы Лұқпанұлы Тоғжанов Eraly Lūqpanūly Toğjanov, russisch Ералы Лукпанович Тугжанов; * 13. Mai 1963 in Schaghatai, Kasachische SSR) ist ein kasachischer Politiker.

## Leben
Toghschanow wurde 1963 im Dorf Schaghatai im heutigen Audan Terekti in Westkasachstan geboren. Er leistete von Dezember 1989 bis Oktober 1991 den Wehrdienst in der sowjetischen Armee ab. 1988 schloss er die Universität Karaganda mit einem Abschluss in Rechtswissenschaft ab. 1994 erlangte er an der Kasachischen Akademie der Wissenschaften einen Doktortitel in Politikwissenschaft.
Nach seinem Universitätsabschluss arbeitete er zunächst als Lehrkraft an der Universität in Karaganda. Von 1994 bis 1996 war er als wissenschaftlicher Mitarbeiter an der Akademie der Wissenschaften am Rechtsinstitut angestellt und von 1996 bis 1997 als Dozent an der Kazakh Humanitarian Law University. Zwischen 1999 und 2001 leitete er dann das Institut für Rechtswesen und Staatsdienst.
Von Februar 2001 bis Februar 2006 bekleidete mit dem Posten des stellvertretenden Äkim (Gouverneur) des Gebietes Qaraghandy zum ersten Mal ein politisches Amt. Vom 24. März 2006 an war Toghschanow Leiter des Ausschusses für religiöse Angelegenheiten des kasachischen Justizministeriums. Anschließend wurde er im Februar 2008 stellvertretender Vorsitzender der Versammlung der Völker Kasachstans, eines Verfassungsorgans des kasachischen Parlaments. Seit dem 14. März 2017 war er Äkim des Gebietes Mangghystau. Von diesem Posten wurde er am 13. Juni 2019 entlassen. Ab September 2019 war er Vorsitzender des kasachischen Gewerkschaftsbundes.
Am 11. April 2020 wurde er im Kabinett von Premierminister Älichan Smajylow stellvertretender Premierminister. Seit dem 31. August 2022 war er Äkim des Gebietes Aqtöbe; am 5. September 2023 wurde er von Präsident Toqajew aus diesem Amt entlassen.
Am 16. Mai 2024 wurde er zum Berater von Premierminister Olschas Bektenow ernannt.